# Nao☆
Nao☆（なお、1988年4月10日 - ）は、日本のアイドル、アーティスト。新潟県出身。女性アイドルグループ「Negicco」のリーダー。愛称は「なお☆ちゃん」「なおなお☆」。

## 人物
- Negiccoのリーダーを務める。メンバーの中で最年長、立ち位置はセンター、メンバーカラーはイエロー。
- アニメ好き。2014年からアニカンJPにてアニカンコラム「ちょこんとアニコラ」を連載[1]。
- Negiccoのグッズデザイン・イラストを担当することがある（別名：Nao☆画伯）。
- 2019年7月20日、自身初のアートブック「nanohana＊book」を発刊[2]。
- Negicco House（モバイルファンクラブ）で4コマ漫画「なおなお☆4コマ」を連載している。
- 「私をネギーに連れてって in Naeba」で自身のアート作品を展示した「なのはな個展」や「ラジオ体操」コーナーを担当。
- ほぼ日手帳を愛用している。「ほぼ日手帳公式ガイドブック2020」にインタビューが掲載。
- ネイルアートが得意で、「月刊にいがた」の連載「なおねいる」で読者のモデルにネイルを施す企画がある[3]。

## 略歴
- 2003年7月20日 - Negicco結成
- 2013年7月7日 - メンバーカラーを紫色から黄色に変更すると発表[4]
- 2014年7月7日 - 東京・桜丘カフェにて開催された「アイドルアコースティック～七夕スペシャル～」に出演[5]
- 2015年5月9日 - 新潟・HARD OFF ECOスタジアム新潟で開催された「サトウ食品スペシャルゲーム 横浜DeNAベイスターズ VS 読売ジャイアンツ」で始球式を務める[6][7]
- 2018年4月10日 - 生誕イベント「Nao☆生誕祭『30歳いぇーーい！～父、母、産んでくれてありがとん(^（II）^)！～Supported by かえぽん茶』」を東京・TSUTAYA O-EASTで開催[8]
- 2018年4月11日 - ソロ・シングル「菜の花」をリリース[9][10]
- 2019年2月25日 - バンド「空想委員会」の岡田典之と、4月10日に婚姻届を提出することを発表[11][12]。
- 2019年4月10日 - 岡田典之と結婚[13]
- 2019年4月13-14日 - 生誕イベント「Negicco Nao☆ 31st Anniversary ～菜の花娘に花束を～」を、13日に新潟・ジョイアミーア、14日に東京・代官山LOOPで開催した[14][15]。
- 2019年4月25日 - TeNYテレビ新潟「夕方ワイド新潟一番」内でコーナー「ネギらせていただきます」開始
- 2019年5月8日 - 新潟・HARD OFF ECOスタジアム新潟で開催された「サトウ食品スペシャルゲーム 横浜DeNAベイスターズ VS 読売ジャイアンツ」でNegiccoとして4度目の始球式を務める[16]
- 2019年7月20日 - 自身初のアートブック「nanohana＊book」を発刊[2]
- 2020年5月27日 - 「Nao☆生配信ライブ」を配信。
- 2020年6月24日 - Nao☆生誕記念イベント「32nd Anniversary Live 〜Second Season〜」を配信。
- 2020年7月12日 - Nao☆ オンラインライブ「硝子色の夏＠サントピアワールド」を配信。
- 2020年10月18日 - Nao☆「gift songs」リリース記念オンラインライブ「from me to you〜gift songs〜」を配信。
- 2021年4月2日 - ライブ活動を休止することを発表。ライブ以外の活動は継続する[17]。
- 2021年12月10日 - 第1子の妊娠を発表[18]。
- 2022年6月5日 - 5月に第1子男児を出産したことを発表[19]。

## 作品
- 作詞した作品
  - For a long time（作曲：connie）
  - SKY（作曲：ハカセ・寺尾敬博、Negicco 2003〜2012 -BEST-に収録）
  - アノソラヘ（作曲：atk、Negicco 2003〜2012 -BEST-に収録）
  - クリームソーダ Love（作曲：connie、編曲：北川勝利、Rice&Snowに収録）
  - 南波志帆「真夜中のヘッドフォン」（作曲：さよならポニーテール）
  - はじまりの場所（作曲：connie、編曲：connie・Shiggy Jr.・長谷泰宏、MY COLORに収録）
- ソロシングル
  - 菜の花（作詞：Nao☆、作曲：北川勝利、編曲：北川勝利・Tansa） - 2018年4月11日発売。MV - YouTube
    - c/w ハッピーエンドをちょうだい（作詞：岩里祐穂、作曲・編曲：長谷泰宏）

  - ベスト☆フレンド(作詞・作曲:マツキタイジロウ、編曲:SCOOBIE DO） - 2020年4月4日発売。MV - YouTube
    - c/w rainy～next season～（作詞:Nao☆、作曲・編曲:Keishi Tanaka）
    - 「ベスト☆フレンド」はFM-NIIGATA4月度パワープレイ

  - 何回もドアを叩くんだ!(作詞・作曲・編曲:カジヒデキ） - 2023年1月24日発売。MV - YouTube
    - c/w ホログラム（作詞:Nao☆、作曲・編曲:connie）
- デジタルシングル
  - 悠久の星（作詞・作曲:オオニシレイジ、編曲:Nagakumo） - 2023年3月29日発売。Lyric Video - YouTube
- 12インチアナログレコード「菜の花＋ベスト☆フレンド」（初回生産限定） - 2020年10月6日発売、TPRV-0052。
  - SIDE-A「菜の花」「ハッピーエンドをちょうだい」、SIDE-B「ベスト☆フレンド」「rainy～next season～」を収録
- ミニアルバム「gift songs」 - 2020年10月13日発売、TPRC-0257。
  - 「射抜け！Midnight」（作詞・作曲：the band apart、編曲：the band apart・ユウテラス）MV - YouTube
  - 「向日葵の歌」（作詞：Nao☆、作曲：伊沢麻未、編曲：sugarbeans）
  - 「なんとかなる」（作詞・作曲：片寄明人・ショコラ、編曲：鈴木正人（Little Creatures））
  - 「約束」（作詞・作曲・編曲：リ・ファンデ）
  - 「恋をしたらキッチンテーブル」（作詞・作曲・編曲：松田岳二）
  - 12インチアナログレコードを2020年12月15日に発売、TPRV-0056。
- Nao☆生誕記念 完全受注生産ポスター「クジラ」「クリームソーダ」（2018年4月）
- アートブック「nanohana＊book」（2019年7月20日、ジョイフルタウン）[2]
- イラスト（Nao☆画伯）
  - LINEスタンプ
    - 新潟愛（フジテレビ「ムチャブリ!スタンパー」で製作、2015年3月放送）
    - Negiccoスタンプ2（2018年11月配信）
    - Negiccoスタンプ3（2020年7月配信）

  - Negicco鏡餅（2018年12月、サトウ食品）
  - NEGiキーマカレー（2019年、一条もんこ監修）
- 所属事務所のショップ「EAST MOAT STREET BLUES」の壁画を担当した（新潟市、2019年2月に開業）。製作動画 - YouTube
- イラストやハンドメイド商品を販売するネットショップ「nanohana＊shop」（2020年5月 - ）
- シャッターアート 古町6番町商店街振興組合事務所＆ミーム（2020年8月）

## 出演

### テレビ
- 夕方ワイド新潟一番（2019年4月25日-、テレビ新潟）※コーナー「ネギらせていただきます」
- 八千代ライブ（新潟総合テレビ、毎週金曜日15:50-16:50（生放送）、Negiccoメンバーの中から1人が週替わりに出演）
- みんなのKEIBA（新潟総合テレビ、2019年5月19日）
- Dearにっぽん（NHK総合、2023年8月12日）
- 土曜ランチTV なじラテ。（2024年9月28日、BSN）[20]

### ラジオ
- ネギStyle（FM-NIIGATA、毎週金曜日21:00-21:30）
- 朝日山専門店 居酒屋 ヤン次郎兵衛（SOUND SPLASH内）（FM-NIIGATA、毎週木曜日18:26-、Negiccoメンバーの中から1人が週替わりで女将役として出演）

### 書籍
- ほぼ日刊イトイ新聞「ほぼ日手帳公式ガイドブック2020」インタビュー掲載
- 雑誌「アンドプレミアム」2020年2月号（2019年12月20日発売、マガジンハウス）特集「心と体が、あったまること」収録「私の、心と体をあっためてくれるもの」
- 月刊にいがた（2020年4月号、2020年11月号 ほか）インタビュー掲載

### その他
- 新潟県交通政策局「にいがた図柄入りナンバー」アンバサダー（2018年10月）[21]
- 花王「ニャンとも清潔トイレ」2018 秋冬インフォマ 〜看板猫ググリン〜（2018年）
- 新潟県観光協会SNSポータルサイト「たびきち」（2018年-）[22]

## エピソード
- Meguと出会い仲良くなったのは、同じスクール1期生でヒステリック・ミニをともに着ていたMeguが元気にあいさつしてきたことがきっかけ[23]。
- 「圧倒的なスタイル」でラインダンスを始めたのは、とあるグループのライブに行き隣の客同士が手を繋ぐ曲があり、知らない人とライブ中に触れ合い友達になって盛り上がったからのがきっかけ[24]。
- Perfumeとは2004年10月29日に渋谷O-WESTで共演。2008年5月10日にGAMEツアーの新潟LOTS公演で挨拶した際に西脇綾香から「また同じステージに立ちましょうね」と言われ、がんばらなきゃという気持ちにさせてもらったという[25]。その後2015年にPerfumeが司会を務めるNHK総合「MUSIC JAPAN」や「Perfume FES!! 2015 ～三人祭～」で再び共演を果たす。
- FM KENTO「Negicco RADIO」でUstream配信の視聴者数を増やすために「増えろ増えろ」と言って踊り始めたら80人から100人に増えたことがある[26]。
- 矢野フェス2014で念願だった坂本真綾との共演を果たし「真綾さんはどんだけ頑張っても会える人じゃないと思ってたので。そんな人と同じ楽屋で同じ空気を吸って、真綾さんが世間話してるのを聞いて、真綾さんの前で“プラチナ”を歌って。信じられませんでした。」と語った[27]。
- 「光のシュプール」（オリコン最高5位）のオリコントップ10入りに関して「私たちはconnieさんにずっとやってきてもらってたわけで、connieさんの曲でトップ10に入ることが自分たちの一番の理想のかたちなんじゃないかなってずっと思ってた」と語る[28]。
- 私立恵比寿中学（2017年1月にジョイントライブ・エビネギで共演）に初めて会ったのは2015年2月のNHK総合「MUSIC JAPAN」で、同年9月のBowlineでも挨拶をした[29]。
- ソロ・シングル「菜の花」について「ちゃんと自分で全部やったって思える作品に自分も関わることができて（好きな人に曲を頼んで）ここに絵を描きたいとか、“菜の花”は作詞もさせてもらって。私、字を書くことも好きで、だから帯の字とか品番とかも全部自分で書きたいって提案して。それで関わってくれた人の名前を書いていたときに、これだけの人がいるんだなってあらためて感動したというか、自分で書いたことによって知ることができたので、よかったなって思いました」と語る[30]。